# Брюсова, Иоанна Матвеевна
Иоанна Матвеевна Брюсова (урождённая Рунт; 2 февраля 1876, Прага — 29 мая 1965, Москва) — жена поэта и литературного деятеля Валерия Брюсова. Выступала также как переводчица с французского языка.

## Биография
Иоанна Рунт родилась в семье Матвея Францевича Рунта, чеха по происхождению, вскоре после её рождения перебравшегося в Российскую империю: сперва в Варшаву, а затем в Москву, где он поступил на работу литейным мастером на завод братьев Бромлей (в дальнейшем завод «Красный пролетарий»). Иоанна Матвеевна была одной из шестерых детей; у неё были сёстры Бронислава, Мария, Елена и Ядвига, а также брат Пётр. Окончив французскую католическую школу в Москве, Иоанна поступила гувернанткой для младших детей (Александра, Лидии и Евгении) в семью Брюсовых в феврале 1897 года. Решение жениться на гувернантке пришло к Валерию Брюсову совершенно неожиданно. 28 сентября того же года Брюсов и Иоанна Матвеевна обвенчались.
Своих детей у Брюсовых не было, и с ними некоторое время жил племянник Иоанны Матвеевны Коля (Николай Николаевич) Филипенко, сын её сестры Елены.

## Иоанна Брюсова как публикатор и мемуарист
После смерти Валерия Брюсова (1924) Иоанна Матвеевна подготовила и отредактировала ряд изданий его поэзии и прозы, опубликовав в том числе и ранее неизданные произведения мужа. Среди прочего ею были подготовлены к печати дневники Брюсова за 1891—1910 гг. (изданы в 1927 г. с комментариями Н. С. Ашукина), причём из них были исключены многочисленные записи, связанные с любовными и интимными переживаниями молодого поэта.
Опубликованы несколько мемуарных фрагментов Иоанны Брюсовой, посвящённых, в частности, жизни и работе В. Я. Брюсова в предреволюционные годы, его культурным связям с Арменией.
Кроме того, Иоанна Брюсова, как и сестра её мужа Надежда Брюсова, на рубеже XIX—XX вв. находилась под сильным влиянием идей Александра Добролюбова, и в 1905 г. Иоанна и Надежда Брюсовы выступили составителями религиозно-философского труда Добролюбова «Из книги невидимой».

## Переводческая деятельность
Иоанне Брюсовой принадлежит ряд переводов французской прозы и драматургии, в том числе повести Гюстава Флобера «Ноябрь» и Оноре де Бальзака «Неведомый шедевр», сочинения Эмиля Верхарна и др.